# Sarkomera
Sarkomera (grč. sarx "meso", meros "dio") je odsječak mišićnoga vlakanca koji se ponavlja. Osnovna je kontraktilna jedinica poprečno-prugastoga mišićnog tkiva. Mišićna vlakanca glatkog mišića nisu poredana u sarkomere.
Mišići se sastoje od cjevastih mišićnih stanica, miocita i miovlakana, koji nastaju u procesu koji nazivamo miogeneza. Mišićne su stanice sastavljene od cjevastih miofibrila. Miofibrile su sastavljene od ponavljajućih odsječaka sarkomera, koji pod mikroskopom izgledaju kao tamne i svijetle vrpce. Sarkomere se sastoje od dugih, vlaknastih bjelančevina koje klize jedna pored druge kad se mišići stežu i opuštaju. 
Dvije važne bjelančevine su miozin, koji tvori debeli filament, i aktin, koji tvori tanki filament.